# 누델만-수라노프 NS-37
누델만-수라노프 NS-37(러시아어: Нудельман - Суранов НС-37)은 항공용 기관포로, 신뢰할 수 없었던 Shpitalny Sh-37기관포를 대체했다. 대 구경은 지상목표(기갑을 포함해서)와 비행기(폭격기를 한방에 떨어뜨릴 수 있는 능력)를 파괴하도록 계획되었다.
1941년, OKB-16 제작 협회에 소속된 누델만과 수라노프에 의해 개발되었으며, 1943년 동부전선에서 처음 사용된 후, 1945년까지 개발 의뢰를 받았다. NS-37은 LaGG-3-34와 Yak-9T 전투기(엔진의 V자 모양)와 IL-2지상공격기(날개에 다는 포드형식으로)에 장착되었다.
큰 화력을 제공한 무거운 탄임에도 불구하고, 강한 반동과 그로 인한 느린 연사는 목표를 타격하는데 어려웠다. 조종사들을 짧은 난사로 훈련하는 반면, 가벼운 기체에는 첫 발만 제대로 겨냥이 가능했다. 게다가, 급강하로 중전차와 중형전차의 상판장갑을 뚫는 것은, 달성하기 매우 힘들었다. 이런 이유들로 더 가벼운 37×155mm 탄약이 1946년부터 NS-37 자동기관포의 탄약으로 교체되었다.

## 같이 보기
- 누델만-수라노프 NS-45